# سرسیم
سرسیم یا کابلشو به قطعات فلزی گفته می‌شود که در سیم کشی‌ها و ادوات الکتریکی استفاده می‌شوند.
سرسیم‌ها دارای انواع بسیار متفاوت و مدل‌های فراوانی اند که با توجه به کاربرد آنها ممکن است دارای خواص ظاهری و و فنی متفاوتی باشند.
در ساخت سرسیم عموماً از فلزهای برنج، مس، فسفر برنز و در مواردی طلا استفاده می‌شود. وجه مشترک تمامی این فلزات مقاومت الکتریکی و گرمایی کم و خاصیت فنریت و ارتجاعی مناسب است. ممکن است از فلزات دیگری مانند اهن یا استیل نیز استفاده شود.

## کاربرد
به طور کلی هر جایی که از سیم استفاده شده باشد می‌توان ردی از سرسیم یا کابلشوها پیدا کرد.
عمده استفاده سرسیم در تابلوهای برق، سیم کشی خودرو و وسایل نقلیه، و ساختمان های مسکونی کامپیوترها و به طور کلی موارد الکتریکی و الکترونیکی کاربرد دارند.
عمده مشاهده سرسیم‌ها در زندگی روزمره در سوکت‌های برقی اطرافمان است.

## تولید
سرسیم‌ها به وسیله قالب‌های سنبه ماتریسی و پرس‌های اتوماتیک متوسط و سنگین تولید می‌شوند. تا قبل از روش نوین پرس‌های اتوماتیک، روش قدیمی و منسوخ پرس‌های دستی برای تولید سرسیم به کار می‌رفت.